# Горшков Сергій Володимирович
Сергій Горшков (нар. 14 лютого), російський фотограф дикої природи (Камчатка, Африка, острів Врангеля). Народився та жив у невеликому сибірському селі. Закінчив Новосибірський університет. Є власним спонсором.
Найкращий на Російському конкурсі фотографій дикої природи «Золота Черепаха» у 2006 році, у 2007 переміг у міжнародному конкурсі Shell Wildlife Photographer of the Year і був нагороджений призом «Фотограф року Росії». Член журі конкурсу фотографій дикої природи «Золота черепаха» 2010 року.
Видав кілька авторских фотоальбомів.
Автор серії фотографій «Следы на земле, или кто в ответе за нашу Арктику?».

## Творчість (книги, альбоми тощо)
- Медведь / Bear [Архівовано 22 лютого 2014 у Wayback Machine.]. Белый город, 2007. 200 стр. ISBN 978-5-7793-1290-5
- Медведь / Bear [Архівовано 22 лютого 2014 у Wayback Machine.]. Белый город (Серия: Красота природы), 2008. 64 стр. ISBN 978-5-7793-1454-1
- Камчатка / The Vanishing World: Kamchatka [Архівовано 3 травня 2013 у Wayback Machine.]. Белый город (Серия: Красота природы), 2008. 200 стр. ISBN 978-5-7793-1560-9
- Жизнь Медведя [Архівовано 10 вересня 2011 у Wayback Machine.] // livejournal. Gorshkov Sergey, wildlife photographer. 26 апреля 2010
- Следы на земле, или кто в ответе за нашу Арктику? [Архівовано 3 листопада 2011 у Wayback Machine.] // livejournal. Gorshkov Sergey, wildlife photographer. 25 декабря 2010